# Wolford

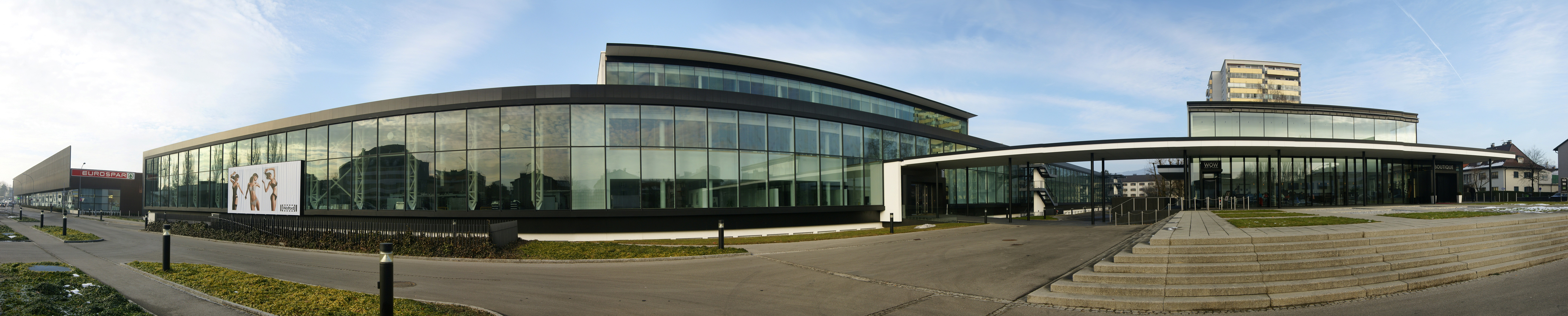
Panorama da sede da Wolford AG

Wolford é uma marca registrada (1950) da empresa austríaca Wolford AG, produtora de produtos de beleza e tecidos com sede em Bregenz, perto do Bodensee. Conta com dez filiais e uma rede de boutique, estando hoje presente em mais de 65 países.